# Pramsdorf (Rangsdorf)
Pramsdorf ist ein Wohnplatz des Ortsteils Groß Machnow der amtsfreien Gemeinde Rangsdorf im Landkreis Teltow-Fläming in Brandenburg.

## Geographische Lage

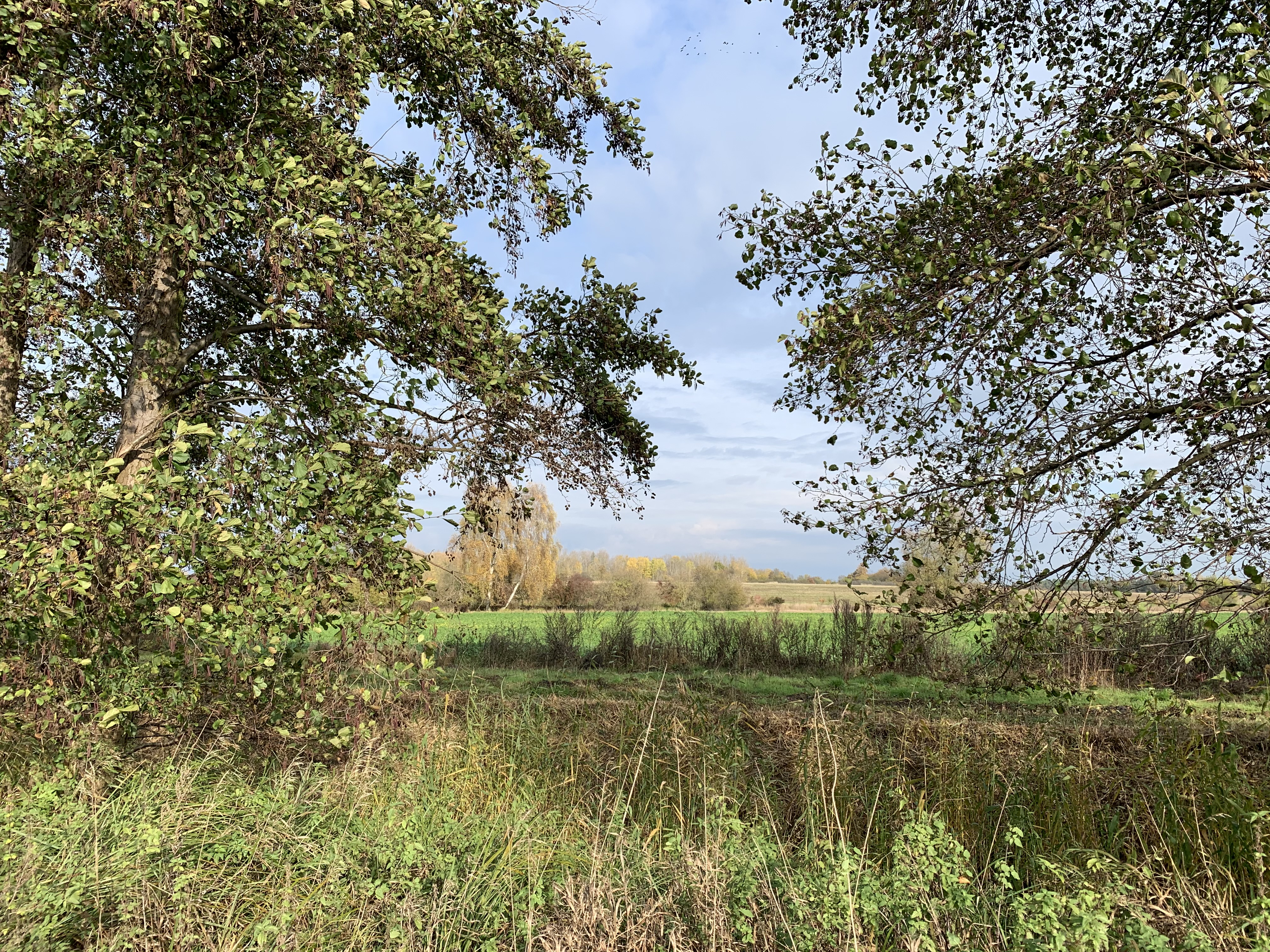
Pramsdorfer Berg

Pramsdorf liegt südlich des Gemeindezentrums und westlich innerhalb des Ortsteils Groß Machnow. Südwestlich schließt sich die Stadt Zossen, an die  Gemarkung an. Nördlich liegt der Kiessee, nordöstlich der Machnower See  Östlich fließt der  Zülowkanal  in Nord-Süd-Richtung an der Gemarkung vorbei. Die höchste Erhebung ist der 45,7 m hohe Pramsdorfer Berg.

## Geschichte und Etymologie

### 14. bis 16. Jahrhundert
Der Ort wurde 1375 erstmals im Landbuch Karls IV. als Prodensdunk, Prodenstorff, Prodensdunck urkundlich erwähnt, war aber bereits vor 1360 im Besitz des Ritters Falk. Von dort kam der Ort um 1360 bis nach 1450 an die Familie Mußlow (Musolf), die das Dorf mit allen Rechten hielt. Es war zur Zeit der Ersterwähnung elf Hufen groß, davon besaß der Lehnschulze drei Hufen. Der Name leitet sich von Proden (Praden) ab, während Dunk im Niederländischen für „Wald“ genutzt wird, so dass der ursprüngliche Name Prodenwald bedeuten könnte und auf die Entstehung des Dorfes auf einer Waldrodung zurückzuführen sein könnte. Im Jahr 1450 war die Gemarkung Prodenstorff auf zwölf Hufen angewachsen, allerdings waren zwei Hufen wüst, ebenso waren die Kötterhöfe unbesetzt. (Vor?) 1478 kam Pramsdorf bis 1504 an die Familie Görtzke zu Friedersdorf. Sie erhalten 1480 von neun Hufen Zinsen mit Korn und Geld, drei Hufen wurden als Richthufen bezeichnet, die nur Geldabgaben leisteten. Mittlerweile war eine Kötterstelle besetzt. Die Familie übergab den Ort 1504 bis etwa 1581 an die Familie von Britzke weiter. In diesem Jahr bestand es als dem Dorf mit sechs Pflugdiensten, von denen der Lehnschulze mittlerweile drei abgabenbefreite Hufen besaß. Außerdem hatte er das Recht erhalten, einen Kahn zu besitzen. Es gab weiterhin drei Zweihufner, einen Einhufner sowie vier Kötter. Zur Gemarkung gehörte auch ein als Waldgebiet, in dem Eller wuchsen und das auf der Feldmark Pramsdorf gelegen als Rietziger Bruch bezeichnet wurde. Die von Britzke hielten das Dorf mit Ober- und Untergericht, dem Kirchenpatronat und den Diensten und Abgaben (1513, 1553). Anschließend kam der Ort bis etwa 1621 an Dr. J. Köppen und seinen Sohn zu Rangsdorf, die das Ober- und Untergericht, die Straßengerichtsbarkeit, das Kirchenpatronat, sechs Pflugdienste sowie vier Kötter erwarben. Außerdem erhielten sie den „Rietzisches Bruch“ und das Recht, zwei bis drei Hufen auszukaufen (1581). Dieses Recht wurde 1598 auf vier Zweihufner, einen Einhufner und vier Kötter erweitert. Alternativ durften sie zehn freie Hufen und sieben Kötter erwerben (1612).

### 17. Jahrhundert
1612 und 1635 war Pramsdorf Tochterkirche von Großmachnow, das Patronat lag beim jeweiligen Herren. 1621 übernahm die Familie von Otterstedt zu Dahlewitz den Ort mit Ober- und Untergericht, Patronat, neuneinhalb Hufen, einen Zweifhufner und sieben Köttern. Vor dem Dreißigjährigen Krieg lebten in Pramsdorf sechs Hufner, drei Kötter und ein Hirte. Sie bewirtschafteten 12 Hufen, von denen jedoch drei Höfe mit sieben Hufen an den Herr Dr. Köppen sowie weitere drei Hufe an seinen Sohn abgingen. Nach dem Krieg war der Ort vollständig wüst: Die Chronik verzeichnete für das Jahr 1652: „Ist kein Bauer und Kötter darin“. Nach dem Krieg erschien 1686 erstmals ein Rittersitz mit neuneinhalb Ritterhufen. Ein Bauernhof mit zwei Hufen war nach wie vor unbesetzt, von den sieben Kötterhöfen sechs leer. Allerdings hielten die von Otterstedt mittlerweile die Schäfereigerechtigkeit und betrieben offenbar Weinbau.

### 18. Jahrhundert
Im Jahr 1711 lebten gerade einmal zwei Kötter, ein Hirte und ein Knecht im Ort. Sie gaben für die zwei Hufen je acht Groschen Abgaben. Die von Otterstedt verkauften den Ort (daher?) im Jahr 1726 an die Herrschaft Königs Wusterhausen, die bereits 1729 ein königliches Vorwerk errichten ließ, das mit zehn Hufen ausgestattet war. Zusammen mit zwei Köttern, die je eine Hufe bewirtschafteten, war Pramsdorf somit zwölf Hufen groß. Der Erfolg schien sich jedoch auch nun immer noch nicht einzustellen, denn 1743 gab es zwar das Vorwerk, doch die beiden Kötter schienen den Ort verlassen zu haben. 1771 gab es im Ort zwei Giebel (=Häuser); die Abgaben waren bei acht Groschen für die beiden Hufen konstant. 1773 wurde lediglich von einem adeligen Vorwerk berichtet.

### 19. bis 21. Jahrhundert
Im Jahr 1801 bestand nach wie vor das Amtsvorwerk „unweit Großmachnow“ mit zwei Büdnern und drei Einliegern. Es gab zwei Bauerhufen und zehn freie Hufen sowie fünf Feuerstellen (=Haushalte). 1840 bestanden das Vorwerk sowie fünf Wohnhäuser. 1860 wurde erneut das Vorwerk dokumentiert, neben den fünf Wohnhäusern gab es vier Wirtschaftsgebäude.
Im Jahr 1973 gab es in Pramsdorf ein VEG Großmachnow mit dem Vorwerk Pramsdorf.

## Bevölkerungsentwicklung
| Jahr      | 1734 | 1772 | 1801 | 1817 | 1840 | 1858 | 1925 |
| Einwohner | 38   | 24   | 31   | 16   | 70   | 47   | 30   |